# Снурре
Снурре, Блоки 34/4 и 34/7, (англ. Snorre) — нефтегазовое месторождение в акватории Норвежского моря. Открыто в 1990 году. Освоение началось в 1992 году.
Нефтегазоносность установлена в отложениях палеогена. Начальные запасы нефти составляют 150 млн тонн, а запасы природного газа — 100 млрд м³. Добычу нефти и газа в Снурре осуществляют с помощью 2 платформ: Снурре А и Снурре В.
Оператором месторождения Снурре является норвежская компания StatoilHydro (33,30 %). Другими партнерами проекта являются Petoro (30 %), ExxonMobil (11,58 %), Idemitsu (9,60 %), RWE (8,28 %), Total (6,17 %), Amerada Hess (1,03 %).
Добыча нефти в 2006 году составила 8,31 млн тонн. Добытые в Снурре нефть и газ передают по трубопроводу в Статфьорд.